# Closterus longior
Closterus longior är en skalbaggsart som beskrevs av Auguste Lameere 1912. Closterus longior ingår i släktet Closterus och familjen långhorningar.
Artens utbredningsområde är Madagaskar. Inga underarter finns listade i Catalogue of Life.